# Ferdinand Hérold (homme politique)
Pour les articles homonymes, voir Hérold.
Ferdinand Hérold, né le 16 octobre 1828 à Neuilly-sur-Seine et mort le 1er janvier 1882 à Paris 1er, est un avocat et homme politique français.

## Formation d’un républicain
Fils du compositeur Ferdinand Hérold, Ferdinand Hérold fils fait des études de droit, obtenant son doctorat en 1851, avec une thèse sur « La preuve de la filiation ». Déjà avocat depuis 1849, il achète, en 1854, une charge d’avocat au Conseil d’État et à la Cour de cassation.
Auteur de nombreux articles dans les journaux du temps (le Siècle, le Journal des économistes, la Revue pratique du droit français…), il est l’un des fondateurs du journal la Tribune, en 1868.
Passionnément républicain, il participe aux plus grands procès politiques et finit par attirer sur lui l’attention du Second Empire. En 1864, il est mêlé au « Procès des 13 », avec Garnier-Pagès, Hippolyte Carnot, etc. : trente-quatre républicains qui s’étaient réunis chez  Garnier-Pagès peu avant des élections à Paris sont arrêtés pour réunion non autorisée. Hérold est condamné à 500 francs d’amende.
Il continue cependant à être actif dans les cercles républicains sous le Second Empire. Parallèlement, il se marie et a un fils en 1865, André-Ferdinand.

## Sous la République
Aux élections législatives de 1869, il se présente dans l’Ardèche mais échoue face au candidat officiel. 
Il accueille très favorablement la République avec joie : il est nommé secrétaire du gouvernement de la Défense nationale le 4 septembre 1870 et secrétaire général du ministère de la Justice le lendemain. À ce poste, il effectue de nombreuses réformes, la plupart très heureuses. Notamment la publication des lois au Journal officiel, la liberté des professions de libraire et d’imprimeur, l’abrogation de la loi de Sûreté générale…
En 1871, devenu ministre de l’Intérieur par intérim, il échoue de nouveau aux législatives, à la fois dans l'Ardèche et dans la Seine. Il se console en devenant conseiller municipal (quartier de Charonne). 
Il entre même au Sénat en 1876. Républicain, il siège à gauche et s’oppose fermement au gouvernement issu du coup de force de la crise du 16 mai 1877. 
Le 25 janvier 1879, il est nommé préfet de la Seine. Il tente d’y mener des réformes, certaines administratives mais également d’autres plus profondes, visant à appliquer le principe de laïcité dans toute sa rigueur (enlèvement des emblèmes religieux dans les classes…) Il a fait l’objet d’un ordre du jour de blâme au Sénat pour avoir fait jeter dans des tombereaux les crucifix des écoles laïques de Paris.
Alors qu’il allait se présenter aux élections sénatoriales dans les Pyrénées-Orientales, il est mort des suites d’une bronchite qui avait dégénéré en fluxion de poitrine, le matin-même où paraissait au Journal officiel sa promotion au grade d’officier de la Légion d’honneur. Premier haut fonctionnaire républicain mort en fonctions officiellement enterré civilement, il a été inhumé au cimetière du Père-Lachaise. 

## Distinctions
- Officier d'académie (1877)
- Officier de la Légion d'honneur (1881)

## Écrits
- Manuel électoral, 1851.
- Sur la perpétuité de la propriété littéraire, 1852.
- Le vote des villes. Étude de statistiques électorales, 1864.
- Manuel de la liberté individuelle, 1868.
- Le droit électoral devant la Cour de cassation, 1869.